# 1-Chlordodecan
1-Chlordodecan ist eine chemische Verbindung aus der Gruppe der aliphatischen, gesättigten Halogenkohlenwasserstoffe und Chloralkane.

## Gewinnung und Darstellung
1-Chlordodecan kann durch Chlorierung von Dodecan-1-ol mit Thionylchlorid oder Chlorwasserstoff/Zinkchlorid gewonnen werden. Ebenfalls möglich ist die Darstellung durch Photochlorierung von Dodecan in Gegenwart von Zeolithen.

## Eigenschaften
1-Chlordodecan ist eine brennbare, schwer entzündbare, farblose Flüssigkeit mit charakteristischem Geruch, die praktisch unlöslich in Wasser ist.

## Verwendung
1-Chlordodecan wird als Zwischenprodukt zur Herstellung von Estern, Thiolen, Aminen, metallorganischen Verbindungen und anderen verwendet.